# 取っ手
| ウィキペディアには「取っ手」という見出しの百科事典記事はありません（タイトルに「取っ手」を含むページの一覧/「取っ手」で始まるページの一覧）。 代わりにウィクショナリーのページ「とって」が役に立つかもしれません。 |